# Cuitláhuac
Cuitláhuac (født 1476, død 1520), var aztekernes næstsidste tlatoani (kejser) af den gamle kongeslægt og yngre bror til forgængere på tronen, Moctezuma II. Han var gift med Tecuichpo Ixcaxochitzin, datter til Moctezuma II.
Efter at Moctezuma 2. blev dræbt under urolighederne under "sørgenatten" (La Noche Triste) den 30. juni 1520 blev Cuitláhuac valgt til Moctezumas efterfølger. Regeringstiden blev dog ikke længere end 80 dage, da Cuitláhuac i december 1520 døde af kopper. Han blev efterfulgt af sin fætter Cuauhtémoc.